# B'Elanna Torres
B'Elanna Torres è un personaggio della serie televisiva di fantascienza Star Trek - Voyager interpretato dall'attrice Roxann Dawson.

## Caratteristiche
Nell'universo fantascientifico di Star Trek, B'Elanna Torres è una donna di discendenza umana da parte di padre e Klingon da parte di madre che svolge la mansione di Ingegnere Capo a bordo dell'astronave USS Voyager.
B'Elanna ha un forte temperamento e un carattere a volte molto spigoloso, considerati generalmente un retaggio della specie klingon. Questo le ha procurato delle difficoltà iniziali nell'inserimento con il nuovo equipaggio. Il suo nuovo capitano Kathryn Janeway e il suo vecchio capitano maquis Chakotay l'hanno tuttavia aiutata ad affrontare queste difficoltà.

## Storia
Dopo che B'Elanna fu espulsa dall'Accademia della flotta stellare decise di unirsi al gruppo dei Maquis, un movimento clandestino di coloni che combatte contro gli occupanti Cardassiani. Dopo il trasporto a opera del Custode nel quadrante Delta, l'astronave dei Maquis venne pesantemente danneggiata e l'equipaggio si trovò costretto a unirsi all'equipaggio della Voyager, anch'esso decimato. Il capitano Janeway decise di affidare il ruolo di Ingegnere capo a Torres, nonostante il suo trascorso, dandole il grado provvisorio di tenente junior. Durante la serie, B'Elanna inizia una relazione sentimentale con Tom Paris, il timoniere della Voyager, che successivamente sposerà e dal quale avrà una figlia, Miral Paris.